# Elementwasserstoffe
Elementwasserstoffe sind chemische Verbindungen von Elementen des Periodensystems mit Wasserstoff. Je nach Art der chemischen Bindung unterscheidet man:
- salzartige (Wasserstoff hat die Oxidationszahl −1)
- metallartige (Oxidationszahl 0) oder
- kovalente Elementwasserstoffe (Oxidationszahl +1).[1][2]

## Nomenklatur
Formal wird bei der Benennung der Elementwasserstoffe nach IUPAC (International Union of Pure and Applied Chemistry) eine Grenze zwischen der V. Hauptgruppe (Stickstoffgruppe) und der VI. Hauptgruppe (Chalkogene) des Periodensystems gezogen:
- Die einfachen Wasserstoffverbindungen der Elemente aus Hauptgruppe V werden als Hydride bezeichnet; die Reihenfolge der Elementsymbole in den Summenformeln sieht den Wasserstoff hier an zweiter Position vor (NH3, PH3, AsH3, SbH3, BiH3).
- Ab der VI. Hauptgruppe dreht sich die Reihenfolge in den Summenformeln um (H2O, H2S, H2Se, H2Te); die Verbindungsnamen beginnen mit dem Präfix Hydrogen- und enden auf -oxid, -sulfid, -selenid bzw. -tellurid.